# 宮城県立拓桃支援学校
宮城県立拓桃支援学校（みやぎけんりつ たくとうしえんがっこう）は、宮城県仙台市青葉区落合四丁目にある県立特別支援学校。宮城県立こども病院に併設される関係で、肢体不自由者と病弱者に関する教育領域を扱う併置校である（開校当初は、肢体不自由を対象としていた）。

## 概要
宮城県整肢拓桃園（拓桃園、後の宮城県拓桃医療療育センター）が開院したことに伴い、現地の小中学校の拓桃園内分校として設置された後に、当時、県内唯一の肢体不自由を教育領域とする養護学校であった宮城県立船岡養護学校（現・宮城県立船岡支援学校）の分校として開校。
その後、拓桃園の大改築が行われた1972年に、宮城県立拓桃養護学校として独立した養護学校となった。校名の由来は、併設元の拓桃園からとったもの（拓桃の由来は宮城県拓桃医療療育センターを参照）。
開校以来、現在地に移転した2016年度現在も高等部が設置されていないため、肢体不自由領域単独の教育が受けられる学校は、分校時代の母体校である宮城県立船岡支援学校となるため、同校へ通うことになる。病弱も同様で、統合したこども病院分教室の当初の母体校であった、宮城県立西多賀支援学校へ通うことになる。
2009年に、他の県立の特別支援学校と足並みをそろえる形で、現在の宮城県立拓桃支援学校となった。
宮城県立拓桃医療療育センターの移転方針(病院機能は宮城県立こども病院へ統合、児童福祉法上の施設としては宮城県立拓桃園を新設)に伴い、宮城県宮城広瀬高等学校の敷地の一部と宮城県立こども病院隣接地にまたがる部分への移転が2016年4月に行われた(旧拓桃医療療育センターの病院機能の統合は、先立つ同年3月に実施)。これに先立ち、2015年度には、こども病院分教室が宮城県立西多賀支援学校から本校に移管されていた。宮城県立こども病院のフルオープン及びこども病院分教室の併合により、2016年度からは、従来の肢体不自由に加えて病弱も本校で扱うことになり、併置校化された。
旧校地は、2024年4月に開校した宮城県立秋保かがやき支援学校として利用されている。

## 沿革
- 1955年（昭和30年）9月 - 宮城県整肢拓桃園（後の宮城県拓桃医療療育センター）の開設と同時に、施設内に宮城県名取郡秋保村立湯元小，同秋保中学校拓桃園分校として設置。
- 1968年（昭和43年）4月 - 宮城県立船岡養護学校拓桃園分校となる。
- 1972年（昭和47年）4月 - 宮城県立拓桃養護学校として開校。
- 2009年（平成21年）4月 - 宮城県立拓桃支援学校に改称。
- 2015年（平成27年）4月 - 宮城県立西多賀支援学校よりこども病院分教室を移管される。
- 2016年（平成28年）4月 - 仙台市青葉区落合に移転。併せて、こども病院分教室を併合。

## 学部
- 幼児教室(肢体不自由児の就学前指導及びコンサルティングを担当)
- 小学部
- 中学部